# Georg Wellhöfer
Georg Wellhöfer (* 16. März 1893 in Fürth; † 13. Dezember 1968), auch Schorsch genannt, war ein deutscher Fußballspieler, der mit der SpVgg Fürth 1914 Deutscher Meister und 1920 Vizemeister wurde und ein Länderspiel für die A-Nationalmannschaft bestritten hat.

## Spielerkarriere

### Vereine
Wellhöfer, in Fürth geboren, begann 13-jährig bei der ortsansässigen Union Fürth mit dem Fußballspielen und setzte es 1908 in Nürnberg beim ortsansässigen FC Pfeil Nürnberg bis 1909 fort.
Von 1911 bis 1920 gehörte er der SpVgg Fürth an und spielte bis 1914 in der bayerischen A-Klasse im Ostkreis, von 1915 bis 1919 in der zweitklassigen Bezirksklasse Mittelfranken, von 1919 bis 1923 in der erstklassigen Kreisliga Nordbayern und zuletzt in der Bezirksliga Bayern. 
In den ersten drei Jahren der Zugehörigkeit gewann er mit der Mannschaft jeweils die Ostkreismeisterschaft und im letzten darüber hinaus die Süddeutsche Meisterschaft, die zugleich zur Teilnahme an der Endrunde um die Deutsche Meisterschaft 1914 berechtigte. Er wirkte im Viertelfinale, Halbfinale und im Finale mit, das am 31. Mai 1914 in Magdeburg mit 3:2 nach Verlängerung gegen den VfB Leipzig gewonnen wurde.
Wochen später wurde er zum Wehrdienst eingezogen, diente von 1915 bis 1917 im Ersten Weltkrieg an der Front (spielte in diesem Zeitraum als Kriegsgastspieler für den FC Phönix Ludwigshafen) und kehrte unversehrt aus diesem in seine Heimat zurück. Für die SpVgg Fürth bestritt er fortan 36 Punktspiele in der zweitklassigen Bezirksliga Mittelfranken und erzielte ein Tor. 
Mit dem Aufleben eines regelmäßigen Spielbetriebes wurde auch die Endrunde um die Deutsche Meisterschaft wiederbelebt; diesmal nahm die SpVgg Fürth als Titelverteidiger – von vor sechs Jahren – an dieser teil. Wie vor sechs Jahren bestritt Wellhöfer alle drei Begegnungen, jedoch ging das am 13. Juni 1920 in Frankfurt am Main ausgetragene Finale gegen den fränkischen Rivalen, den 1. FC Nürnberg, mit 0:2 verloren.
Von September bis November 1920 unterstützte er den FC Phönix Ludwigshafen in der Kreisliga Pfalz. Ein Wiedersehen sollte es von 1925 bis 1928 in der Bezirksliga Rhein bzw. in der Bezirksliga Rhein/Saar geben, in der er als Spielertrainer agierte.
Im Oktober 1924 spielte er letztmals in der Fürther Mannschaft. Anschließend agierte er für den 1. Bielefelder Fußballclub Arminia in Ostwestfalen ebenfalls als Spielertrainer. 
1923 erzielte er mit der SpVgg Fürth die größte Anzahl an Erfolgen; drei regionale Meisterschaften und der Gewinn des Süddeutschen Pokals konnte er auf sich vereinen. 

### Nationalmannschaft
Wellhöfer bestritt am 26. März 1922 sein einziges Länderspiel für die A-Nationalmannschaft. Das Spiel in Frankfurt am Main endete 2:2 unentschieden gegen die Schweizer Nationalmannschaft – nach einer 2:0-Führung. 

## Trainerkarriere
Als ausgebildeter Sportlehrer erwarb er während seiner aktiven Fußballerlaufbahn bereits den Trainerschein. Er trainierte nicht nur den 1. Bielefelder Fußballclub Arminia und den FC Phönix Ludwigshafen, sondern darüber hinaus noch den 1. FC Bayreuth, den VfR Fürth, die Sportfreunde 05 Saarbrücken, den SV Saar 05 Saarbrücken, den FV Saarbrücken, Vorwärts-Rasensport Gleiwitz und den Karlsruher FC Phönix. Zwischenzeitlich war er als Sportlehrer des Gaues Saarpfalz aktiv. Zuletzt trainierte er bis 1952 die Alte Herren-Mannschaft des SV Kirchheimbolanden im gleichnamigen Ort im Südosten von Rheinland-Pfalz.

## Erfolge
- Deutscher Meister 1914
- Süddeutscher Meister 1914, 1923
- Süddeutscher Pokal-Sieger 1918, 1923
- Bayrischer Meister 1923
- Nordbayrischer Meister 1923
- Ostkreismeister 1912, 1913, 1914